# Richard Avedon
Richard Avedon, född 15 maj 1923 i New York i New York, död 1 oktober 2004 i San Antonio i Texas, var en amerikansk mode- och porträttfotograf.
Avedon fick sin fotografiska utbildning vid den amerikanska marinen under andra världskriget. Han arbetade som modefotograf från 1945 för Harper's Bazaar och från 1966 för Vogue. Avedon är även känd för sina porträtt av presidenter, författare och kändisar. År 1991 tilldelades han Hasselbladpriset.